# タガノテイオー
タガノテイオー（欧字名:Tagano Teio、1998年4月10日 - 2000年12月10日）は、日本の競走馬。主な勝ち鞍に2000年の東京スポーツ杯3歳ステークス。

## 概要
父サンデーサイレンス・母父ダンジグという血統の本馬は、当歳時に日高軽種馬農業協同組合が主催するセリ市で4000万円で取引され、2000年札幌にて競走馬デビュー。
その札幌で後のダービー馬ジャングルポケットと2度対戦し共に差のない競馬を見せ、騎乗した藤田伸二も「（ジャングルポケットに）差されはしたが力のある馬」とその実力を評価した。
管理調教師の松田もタガノテイオーには期待を寄せ、次走となった東京スポーツ杯3歳ステークスにて重賞勝利を挙げた際には「もっと（後続馬を）離して欲しかった」とコメント、藤田も「まだ子供だが、競馬に集中すればもっと強くなる」とさらなる上積みを期するなど来年のクラシック候補として注目を浴びた。なお、この東京スポーツ杯3歳ステークスが、馬主の八木良司にとっても初めての重賞勝ちであった
来期クラシックを見据え、中山・東京両コースを早めに体験させるべく陣営は敢えて距離短縮となる朝日杯3歳ステークスを選択。1番人気の支持を受けレースに臨むも、その途中ゴール手前200m地点で左後脚に故障を発生する。藤田はこの時点で故障に気づいていたがそのまま馬を追い、結果2着入線となるもゴール直後に下馬。同馬は左第1趾骨粉砕骨折と診断され予後不良となった。
検量室に引き上げた藤田は「まともならぶっちぎっていた」と悲痛な表情で答え、松田も「レースだから仕方ないが、可哀相なことをした」とクラシック戦線を嘱望された有力馬の死を残念な表情で受け止めたという。後年藤田は本馬の実力について「俺が乗った中では今でも最強馬だと思っている」と高い評価を与えている。

## 競走成績
以下の内容は、netkeiba.comおよびJBISサーチに基づく。
| 年月日 | 年月日 | 年月日 | 競馬場 | 競走名             | 格   | 頭数 | 枠番 | 馬番 | オッズ （人気） | オッズ （人気） | 着順 | 騎手     | 斤量 | 距離（馬場）  | タイム （上り3F） | タイム 差 | 勝ち馬/（2着馬）   |
| 2000   | 9.     | 2      | 札幌   | 3歳新馬            |      | 8    | 5    | 5    | 3.0             | （1人）         | 2着  | 藤田伸二 | 53kg | 芝1800m（稍） | 1:52.1（35.8）    | 0.1       | ジャングルポケット |
|        | 9.     | 16     | 札幌   | 3歳新馬            |      | 10   | 8    | 10   | 1.7             | （1人）         | 1着  | 藤田伸二 | 53kg | 芝1800m（稍） | 1:52.3（37.3）    | -0.3      | (ダイイチダンヒル) |
|        | 9.     | 23     | 札幌   | 札幌3歳S           | GIII | 13   | 7    | 10   | 8.5             | （4人）         | 2着  | 藤田伸二 | 53kg | 芝1800m（良） | 1:49.8（36.0）    | 0.2       | ジャングルポケット |
|        | 11.    | 18     | 東京   | 東京スポーツ杯3歳S | GIII | 13   | 2    | 2    | 7.8             | （3人）         | 1着  | 藤田伸二 | 54kg | 芝1800m（稍） | 1:48.5（34.7）    | -0.2      | (ヒマラヤンブルー) |
|        | 12.    | 10     | 中山   | 朝日杯3歳S         | GI   | 16   | 4    | 8    | 3.9             | （1人）         | 2着  | 藤田伸二 | 54kg | 芝1600m（良） | 1:34.6（35.5）    | 0.1       | メジロベイリー     |

## 血統表
| タガノテイオーの血統（サンデーサイレンス系／Almahmoud4x5=9.38%） | タガノテイオーの血統（サンデーサイレンス系／Almahmoud4x5=9.38%） | タガノテイオーの血統（サンデーサイレンス系／Almahmoud4x5=9.38%） | （血統表の出典）          | （血統表の出典） |
| 父 *サンデーサイレンス Sunday Silence 1986 青鹿毛                | 父の父Halo 1969 黒鹿毛                                           | Hail to Reason                                                   | Turn-to                   | Turn-to          |
| 父 *サンデーサイレンス Sunday Silence 1986 青鹿毛                | 父の父Halo 1969 黒鹿毛                                           | Hail to Reason                                                   | Nothirdchance             |                  |
| 父 *サンデーサイレンス Sunday Silence 1986 青鹿毛                | 父の父Halo 1969 黒鹿毛                                           | Cosmah                                                           | Cosmic Bomb               | Cosmic Bomb      |
| 父 *サンデーサイレンス Sunday Silence 1986 青鹿毛                | 父の父Halo 1969 黒鹿毛                                           | Cosmah                                                           | Almahmoud                 |                  |
| 父 *サンデーサイレンス Sunday Silence 1986 青鹿毛                | 父の母Wishing Well 1975 鹿毛                                     | Understanding                                                    | Promised Land             | Promised Land    |
| 父 *サンデーサイレンス Sunday Silence 1986 青鹿毛                | 父の母Wishing Well 1975 鹿毛                                     | Understanding                                                    | Pretty Ways               |                  |
| 父 *サンデーサイレンス Sunday Silence 1986 青鹿毛                | 父の母Wishing Well 1975 鹿毛                                     | Mountain Flower                                                  | Montparnasse              | Montparnasse     |
| 父 *サンデーサイレンス Sunday Silence 1986 青鹿毛                | 父の母Wishing Well 1975 鹿毛                                     | Mountain Flower                                                  | Edelweiss                 |                  |
| 母 カフェドフランス 1991 鹿毛                                    | 母の父Danzig 1977 鹿毛                                           | Northern Dancer                                                  | Nearctic                  | Nearctic         |
| 母 カフェドフランス 1991 鹿毛                                    | 母の父Danzig 1977 鹿毛                                           | Northern Dancer                                                  | Natalma                   |                  |
| 母 カフェドフランス 1991 鹿毛                                    | 母の父Danzig 1977 鹿毛                                           | Pas de Nom                                                       | Admiral's Voyage          | Admiral's Voyage |
| 母 カフェドフランス 1991 鹿毛                                    | 母の父Danzig 1977 鹿毛                                           | Pas de Nom                                                       | Petitioner                |                  |
| 母 カフェドフランス 1991 鹿毛                                    | 母の母*パリスロイヤル Paris Royal 1981 鹿毛                      | Mill Reef                                                        | Never Bend                | Never Bend       |
| 母 カフェドフランス 1991 鹿毛                                    | 母の母*パリスロイヤル Paris Royal 1981 鹿毛                      | Mill Reef                                                        | Milan Mill                |                  |
| 母 カフェドフランス 1991 鹿毛                                    | 母の母*パリスロイヤル Paris Royal 1981 鹿毛                      | Place d'Etoile                                                   | Kythnos                   | Kythnos          |
| 母 カフェドフランス 1991 鹿毛                                    | 母の母*パリスロイヤル Paris Royal 1981 鹿毛                      | Place d'Etoile                                                   | Etoile de France F-No.9-e |                  |

- 半姉タガノターキン（父グルームダンサー）の孫に2014年ファルコンステークス勝ち馬のタガノグランパがいる。